# Eucalyptus tricarpa
Eucalyptus tricarpa, o corteza de hierro roja ("red ironbark"), es una especie de  eucalipto endémica de Victoria y la costa sur de Nueva Gales del Sur en Australia. 

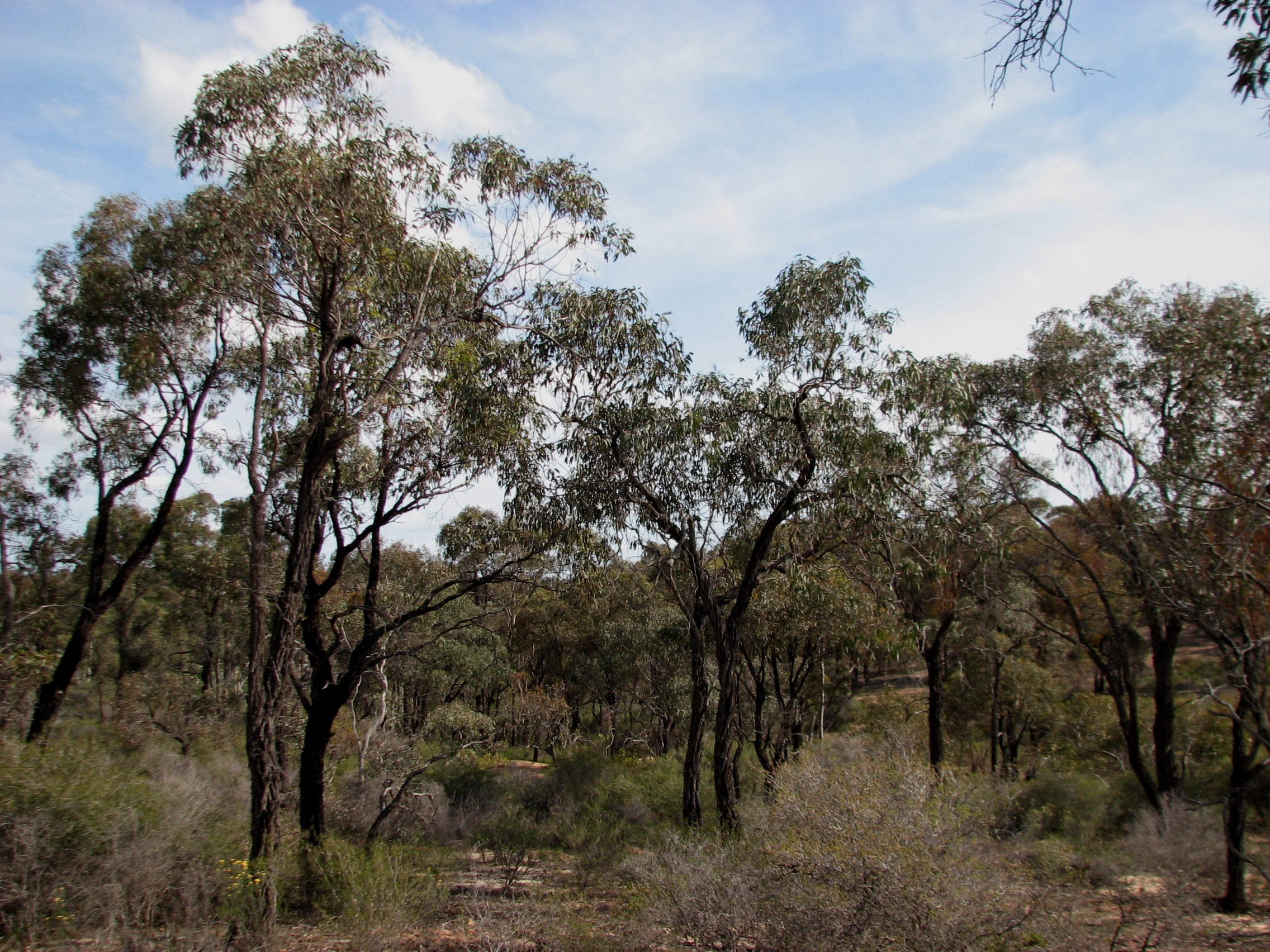
En su hábitat

## Descripción
Es un árbol alto de tronco recto que usualmente crece a una altura de entre 25 y 35 metros de altura. Tiene una corteza profundamente surcada café-rojiza a café-negruzca que es persistente en todas las ramas.

## Taxonomía
Eucalyptus tricarpa fue considerada anteriormente como una subespecie de Eucalyptus sideroxylon y fue conocida como Eucalyptus sideroxylon subsp. tricarpa L.A.S.Johnson
Eucalyptus tricarpa fue descrita por (L.A.S.Johnson) L.A.S.Johnson & K.D.Hill y publicado en Telopea 4(2): 247. 1991.
Etimología
Eucalyptus: nombre genérico que proviene del griego antiguo: eû = "bien, justamente" y kalyptós = "cubierto, que recubre". En Eucalyptus L'Hér., los pétalos, soldados entre sí y a veces también con los sépalos, forman parte del opérculo, perfectamente ajustado al hipanto, que se desprende a la hora de la floración.
tricarpa: epíteto latíno que significa "con tres frutos".
Subespecies
- Eucalyptus tricarpa subsp. decora Rule (anteriormente conocida como Eucalyptus aff. tricarpa (Bealiba)